# Боровиковський Володимир Лукич
Володи́мир Лýкич Боровикóвський (нар. 24 липня (4 серпня) 1757, Миргород, Миргородський полк, Гетьманщина — 6 (18) квітня 1825) — український та російський маляр, живописець, іконописець та портретист, академік Петербурзької Академії мистецтв (з 1795).

## Життєпис
Народився 24 липня 1757 року в становій козацькій родині Луки Івановича Боровика. Миргород на той час був полковим містом. Більшість населення — козаки, козацька старшина, були тісно пов'язані з полковою адміністрацією. Родичі Боровиковського — його батько, брати і брати батька, що належали до козацької старшини, хоча і займалися іконописом, але водночас справно несли військову службу.
У рідному місті Володимир жив і працював понад 30 років, 1774 року в Миргородському адміністративному полку отримав високий ранг значкового товариша.
Переїхавши до Петербурга (кінець 1780-х), працював під керівництвом українця Дмитра Левицького. З 1795 року — академік, з 1802-го — радник Академії мистецтв.

## Художня творчість
Рання творчість пов'язана з традиціями українського живопису 18 століття (релігійні картини в Київському музеї українського мистецтва, портрет бургомістра полтавського магістрату П. Я. Руденка у Дніпровському художньому музеї та ін.).
Великим успіхом користувались його мініатюри й портрети, особливо жіночі (портрети М. І. Лопухіної, 1797; В. І. Арсеньєвої, Російський музей в Петербурзі). В цих портретах, сповнених елегійного настрою, самітна постать жінки зображається в стані мрійного замислення на фоні «сільського пейзажу».
У великих парадних портретах А. Б. Куракіна і Павла І поєднується живописна майстерність із яскравою та переконливою характеристикою особи. Катерину II (1795, Рос. музей, Санкт-Петербург) Боровиковський зобразив звичайною старою жінкою в хатньому одязі на прогулянці в парку.
Нерідко звертається до образів простих людей —подвійний портрет служниць архітектора Львова «Дашенька та Лізонька», портрет торжковської селянки Христини (бл. 1795), портрет селянина, названий «Алегорія зими» (ост. десятиліття 18 ст.).

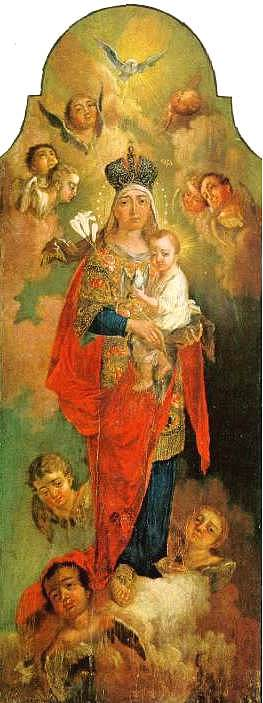
Богородиця во славі, 1784

В останній період творчості під впливом патріотичного піднесення, викликаного Франко-Московською війною 1812, Боровиковський в створюваних тоді портретах М. І. Долгорукої, А. Л. Сталь, І. А. Безбородька (брата засновника Ніжинського ліцею О. А. Безбородька) та ін. прагнув передати благородство, людську гідність, героїчність. Строгішою стає композиція портретів Боровиковського, чіткішим пластичне моделювання персонажів.
До золотого мистецького фонду належать ікони роботи Боровиковського для головного іконостасу Казанського собору, Троїцького собору Олександро-Невської Лаври в Петербурзі, Покровської церкви на Чернігівщині тощо.
Загалом Володимир Боровиковський створив близько 200 портретів своїх сучасників, написав чимало ікон. Його твори зберігаються в багатьох музеях Росії та України.

## Експонування творів і пам'ять
Окремі твори Боровиковського зберігаються в музеях Києва: Національному художньому музеї і Національній картинній галереї.
У 2000-х роках у рідному місті В.Боровиковського Миргороді одну з вулиць було названо ім'ям митця, а наприкінці 2008 року в центрі міста на вулиці Миколи Гоголя було відкрито пам'ятник славетному землякові роботи скульптора Миколи Мірошниченка, з нагоди чого відбулися урочистості за участю представників обласної та міської влади, громадськості, автора монумента та меценатів увічнення пам'яті В.Боровиковського та ін. відомих миргородців.
В Полтаві один з бульварів мікрорайону Огнівка також носить ім'я Володимира Боровиковського.

## Галерея портретів

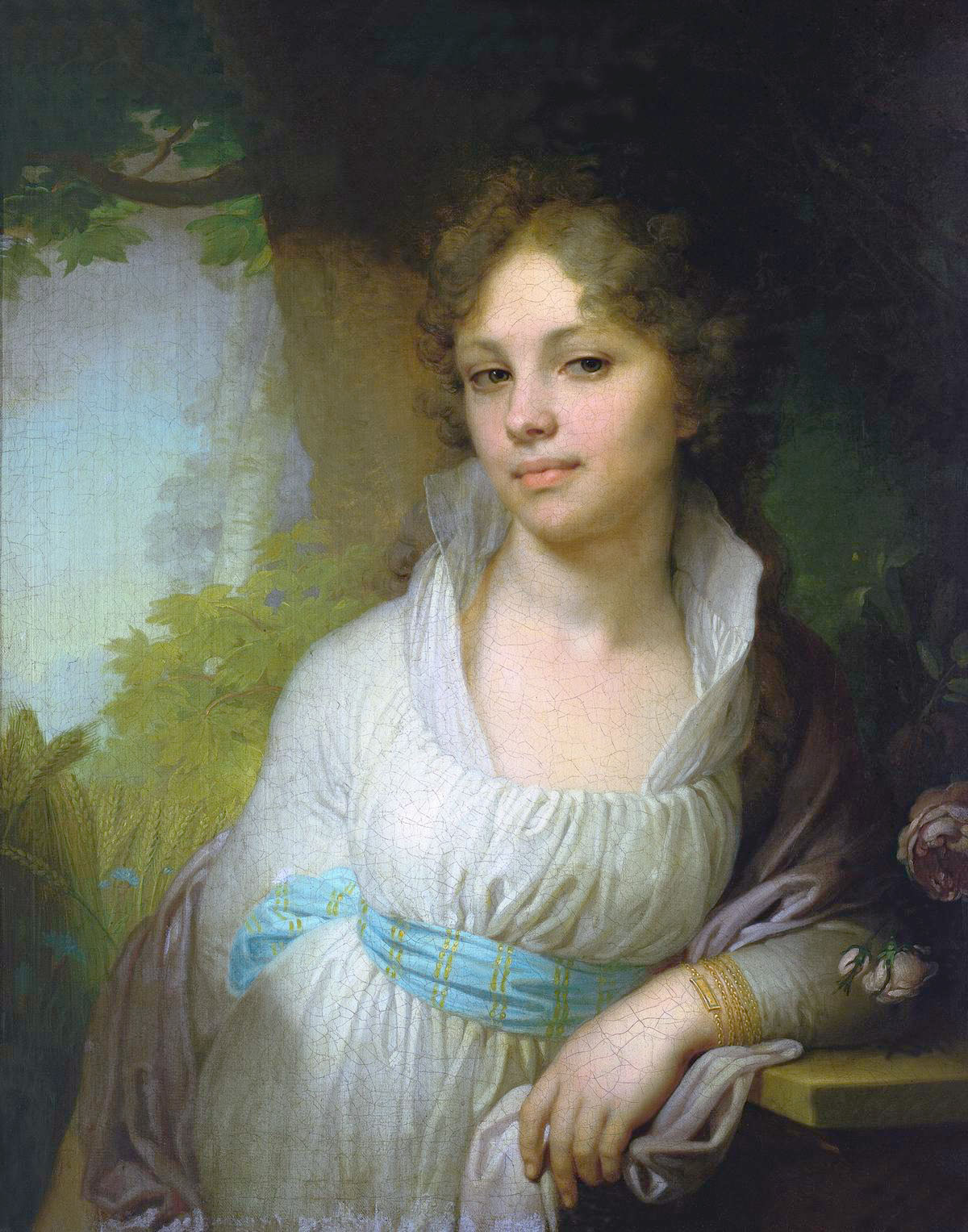
Портрет Марії Лопухіної, 1797
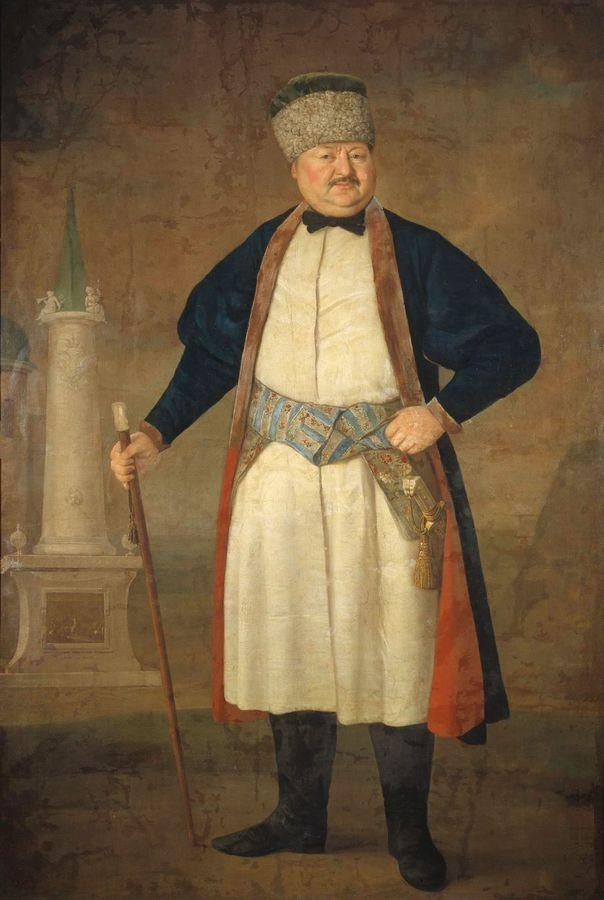
Портрет полковника Павла Руденка, 1778
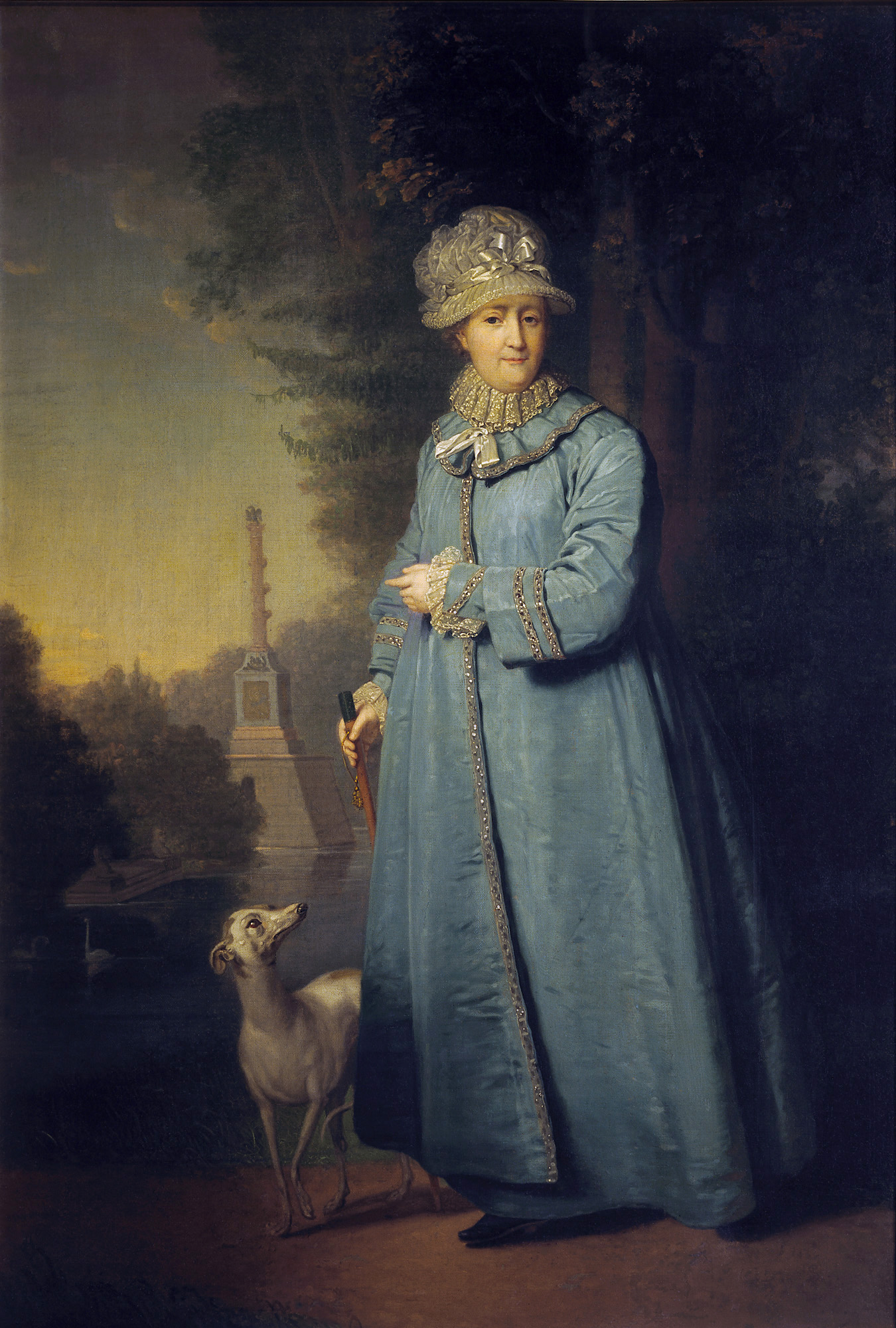
Катерина II на прогулянці в Царськосельскому парку, 1794
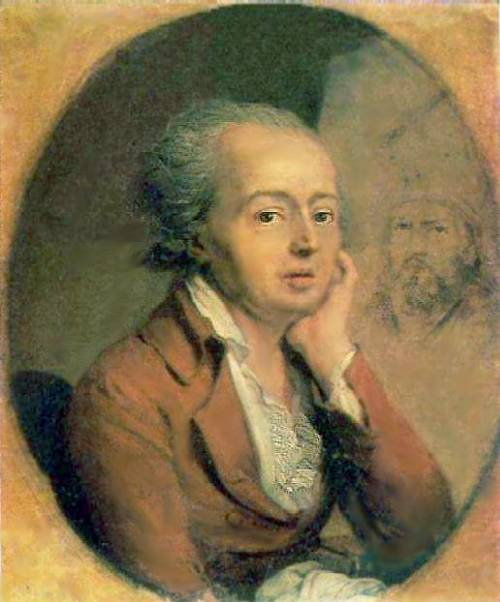
Портрет Д. Г. Левицького, 1796
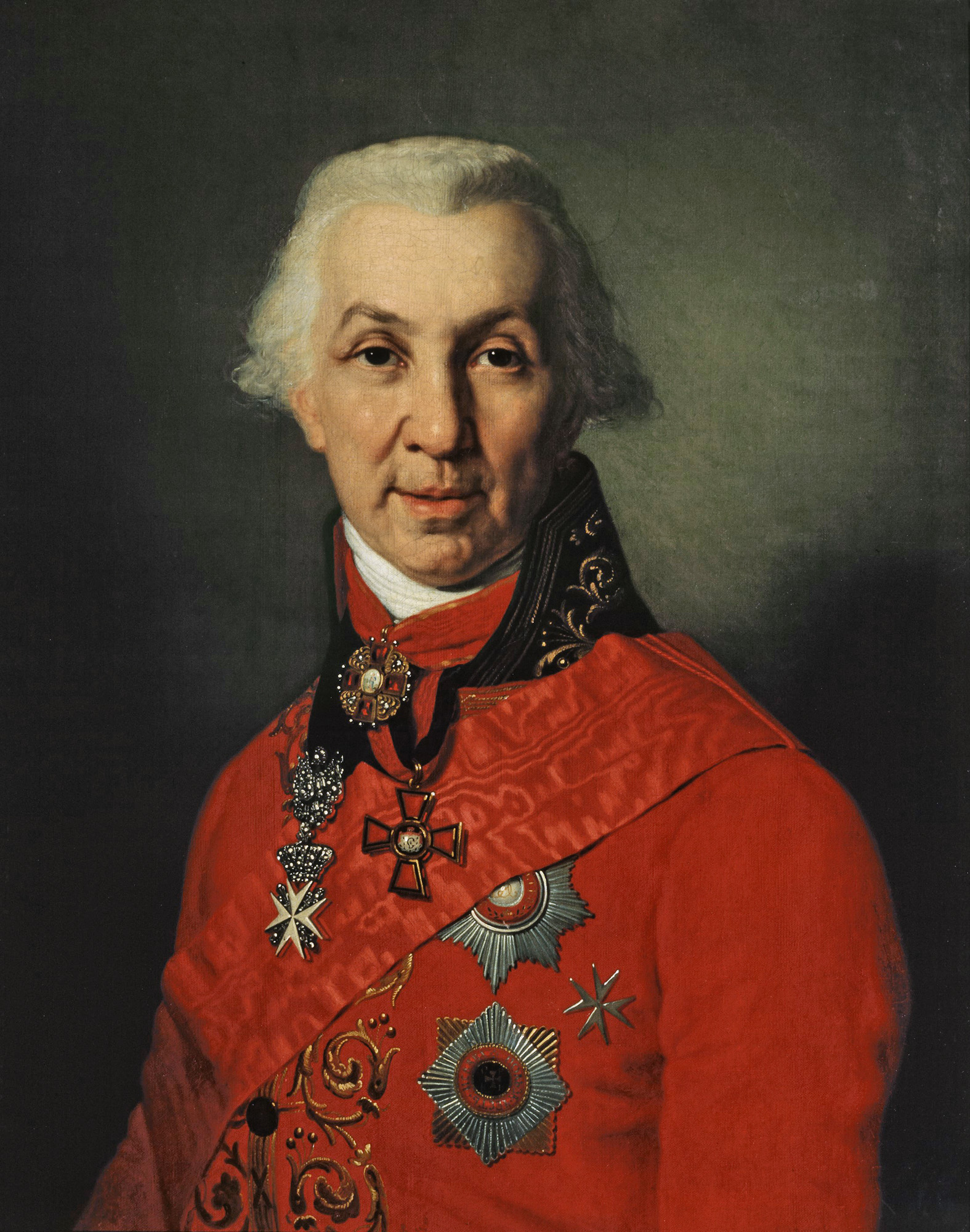
Портрет поета Г. Р. Державіна, 1811
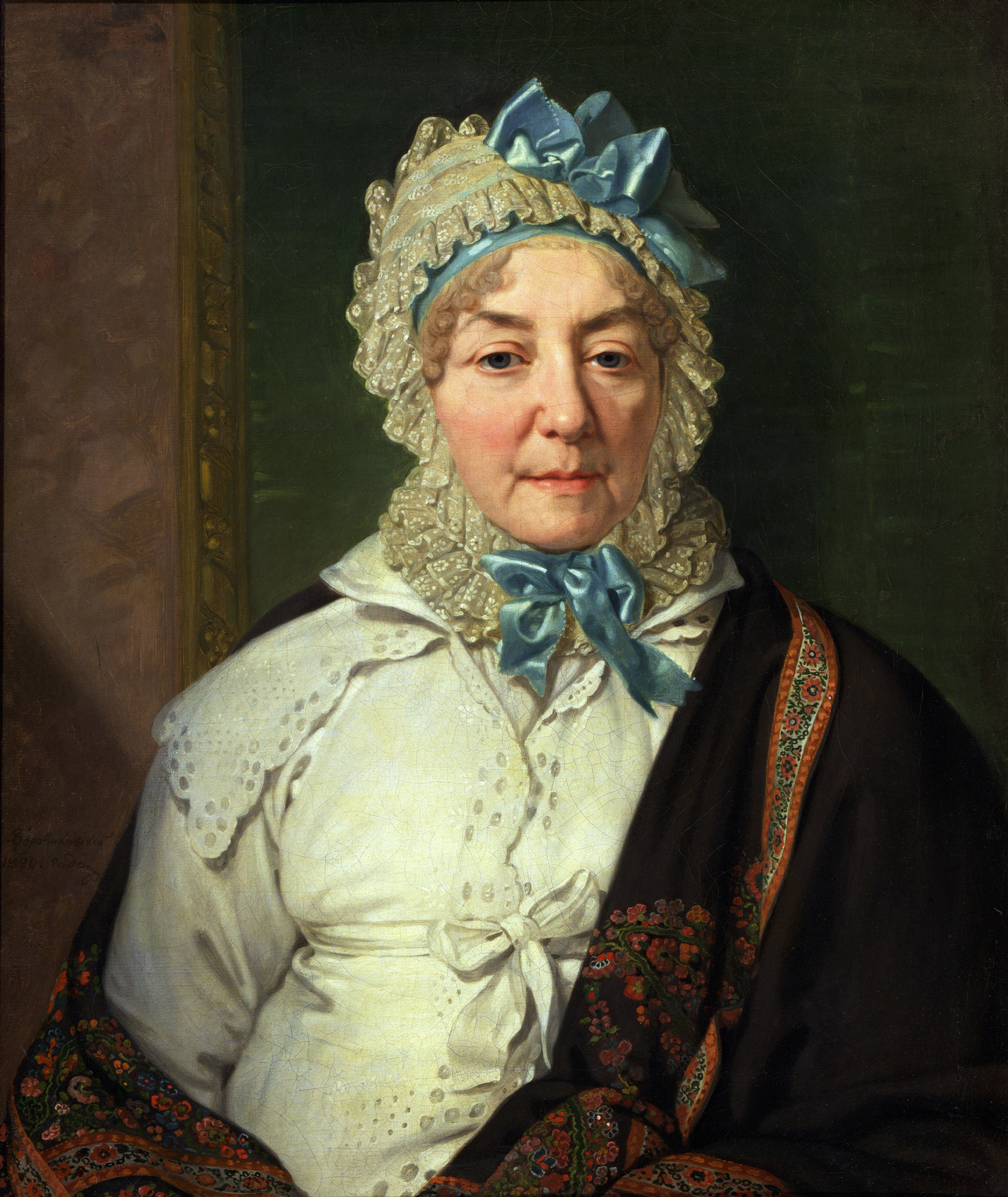
Портрет Є. А. Архарової, 1820
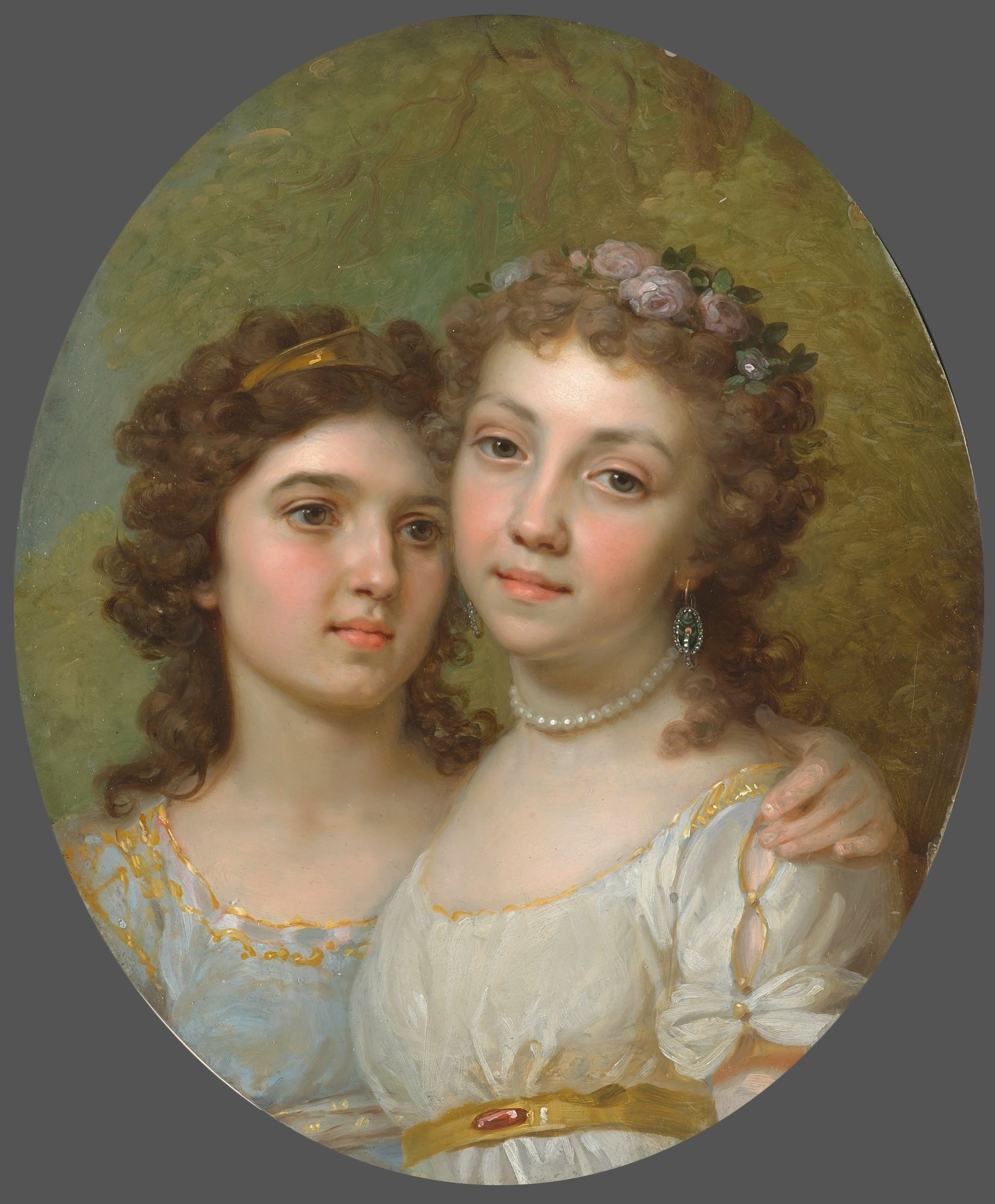
Дашенька та Лізонька, сентименталізм, 1794
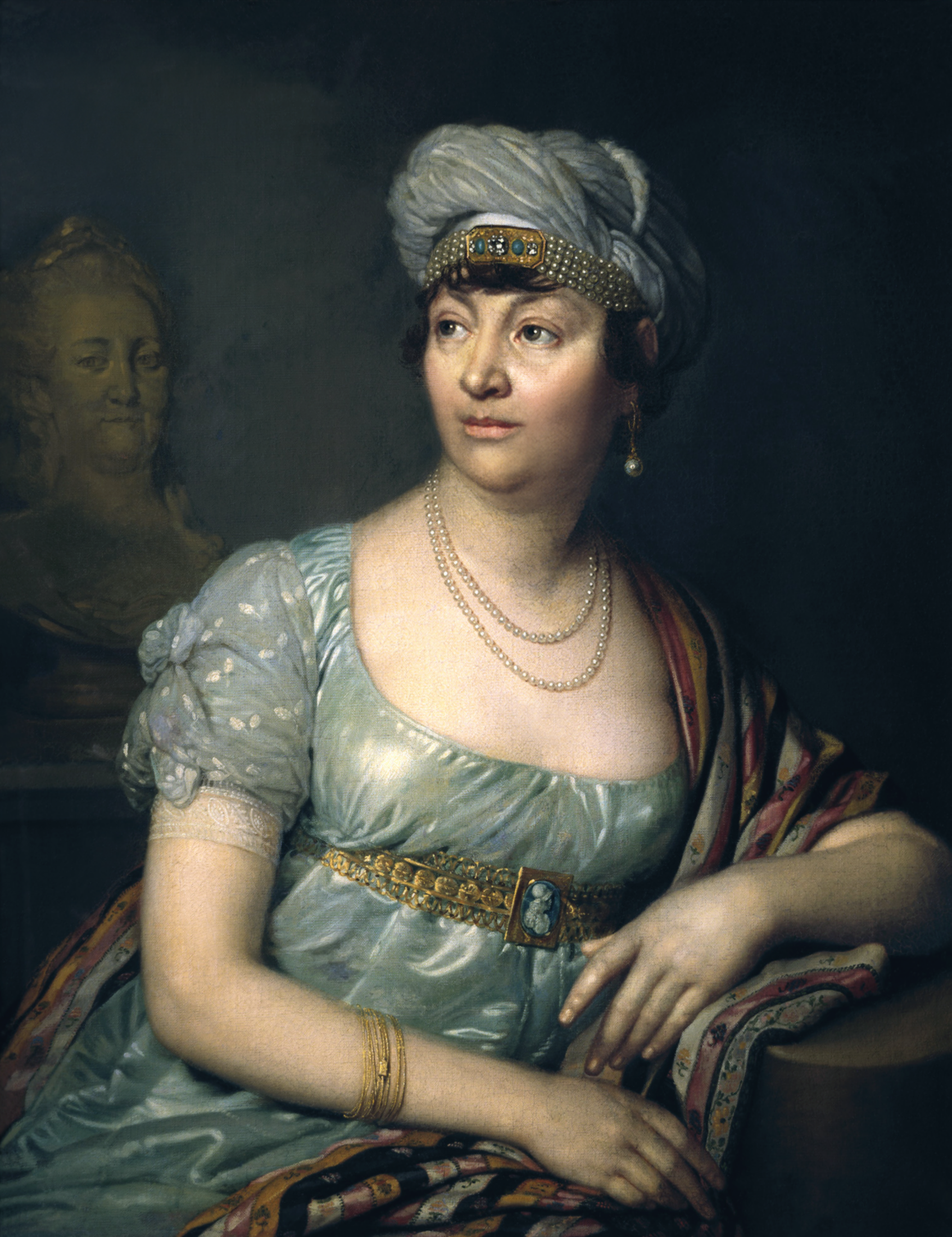
Французька письменниця Мадам де Сталь в останні роки життя,Третьяковська галерея
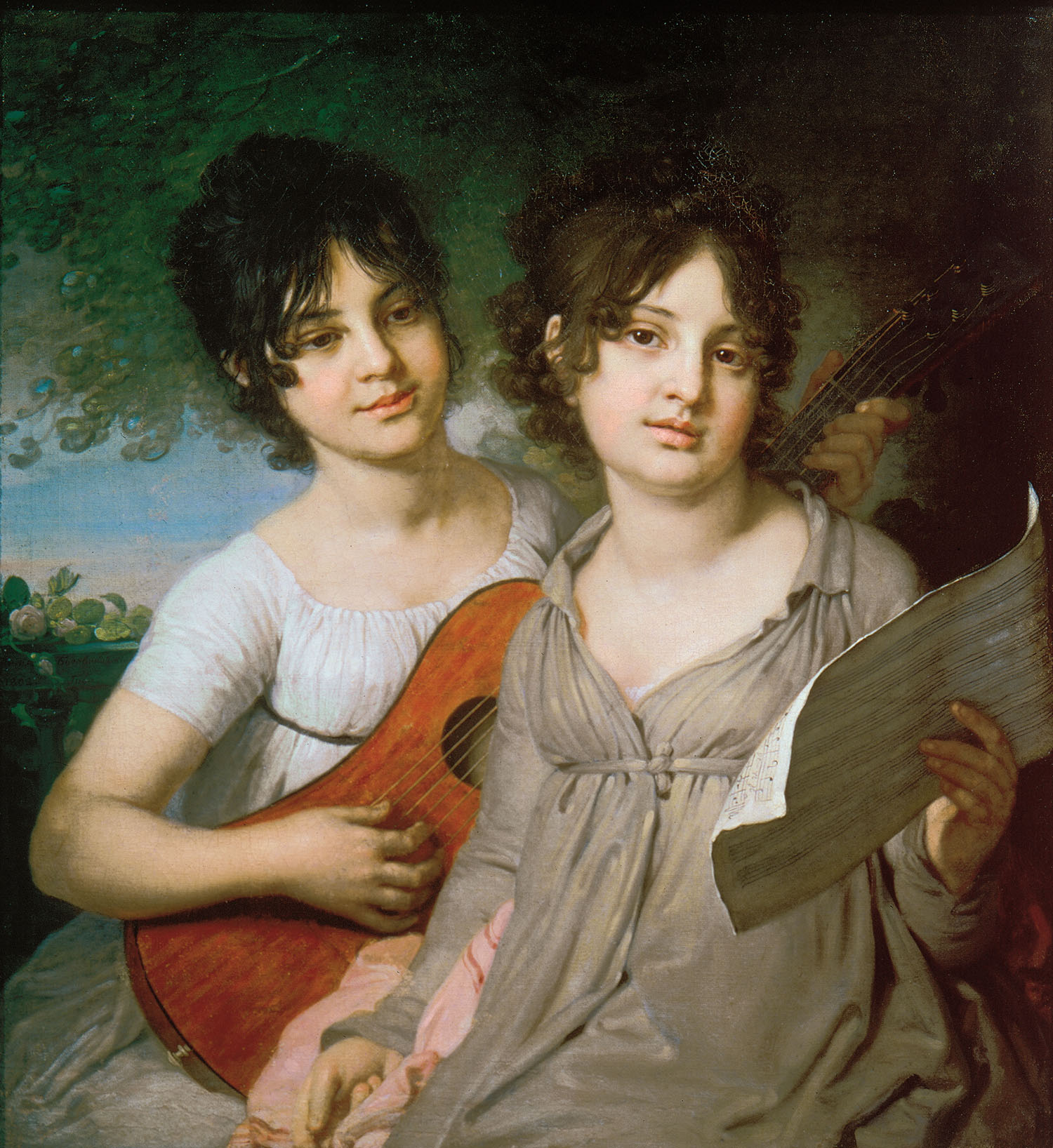
Княжни Гагаріни, Анна і Варвара, 1802
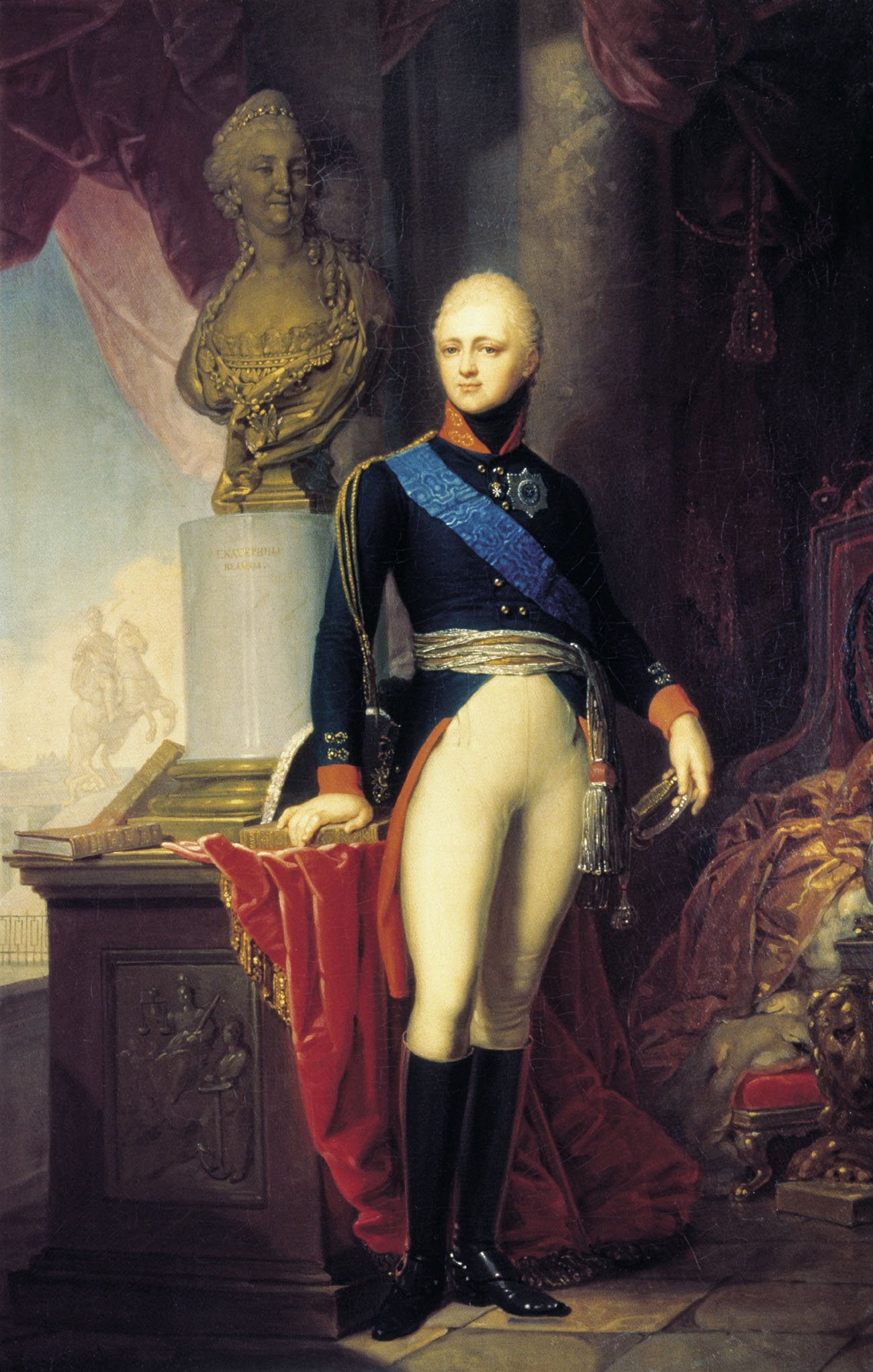
Російський імператор Олександр І.
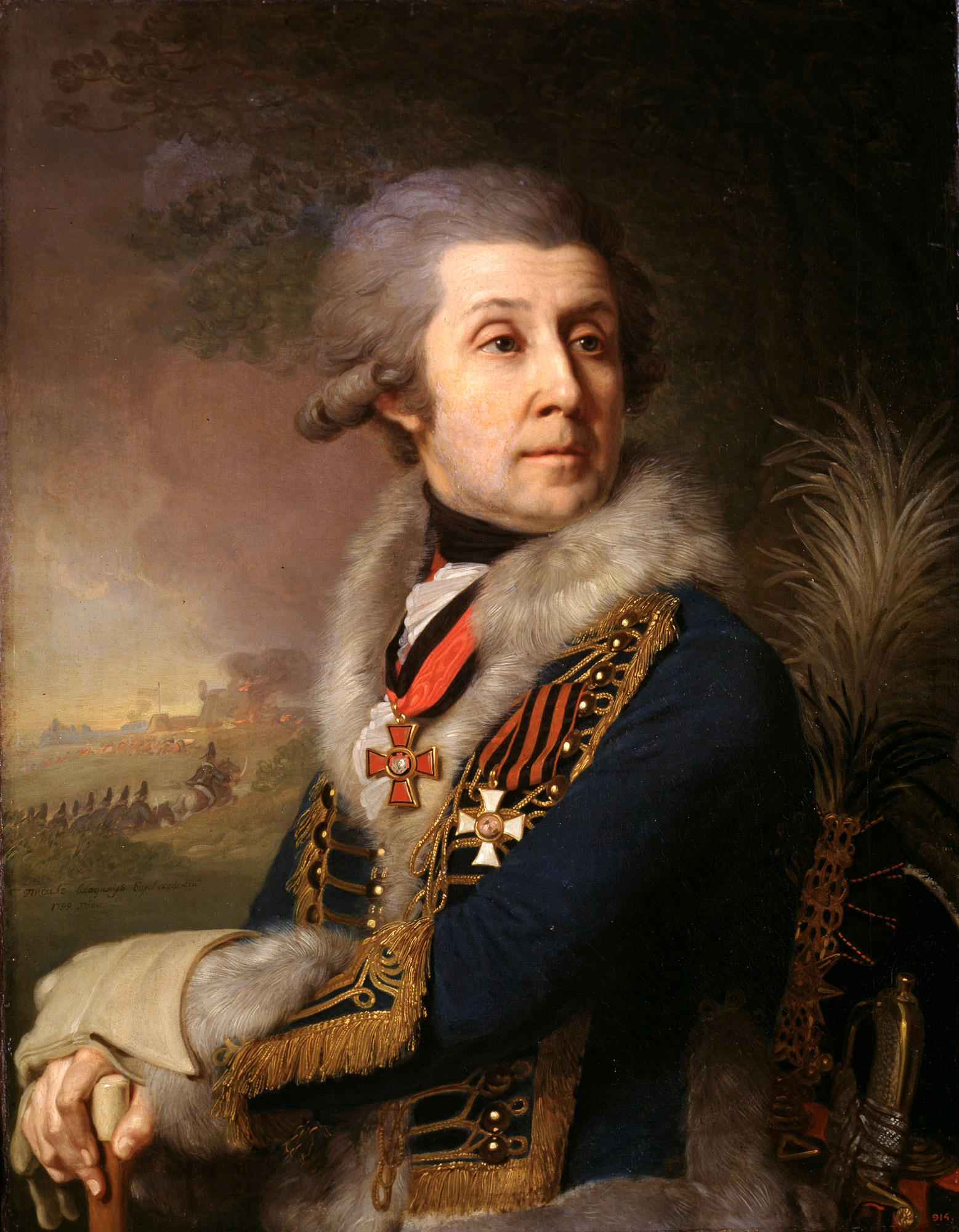
Портрет Боровського, 1799
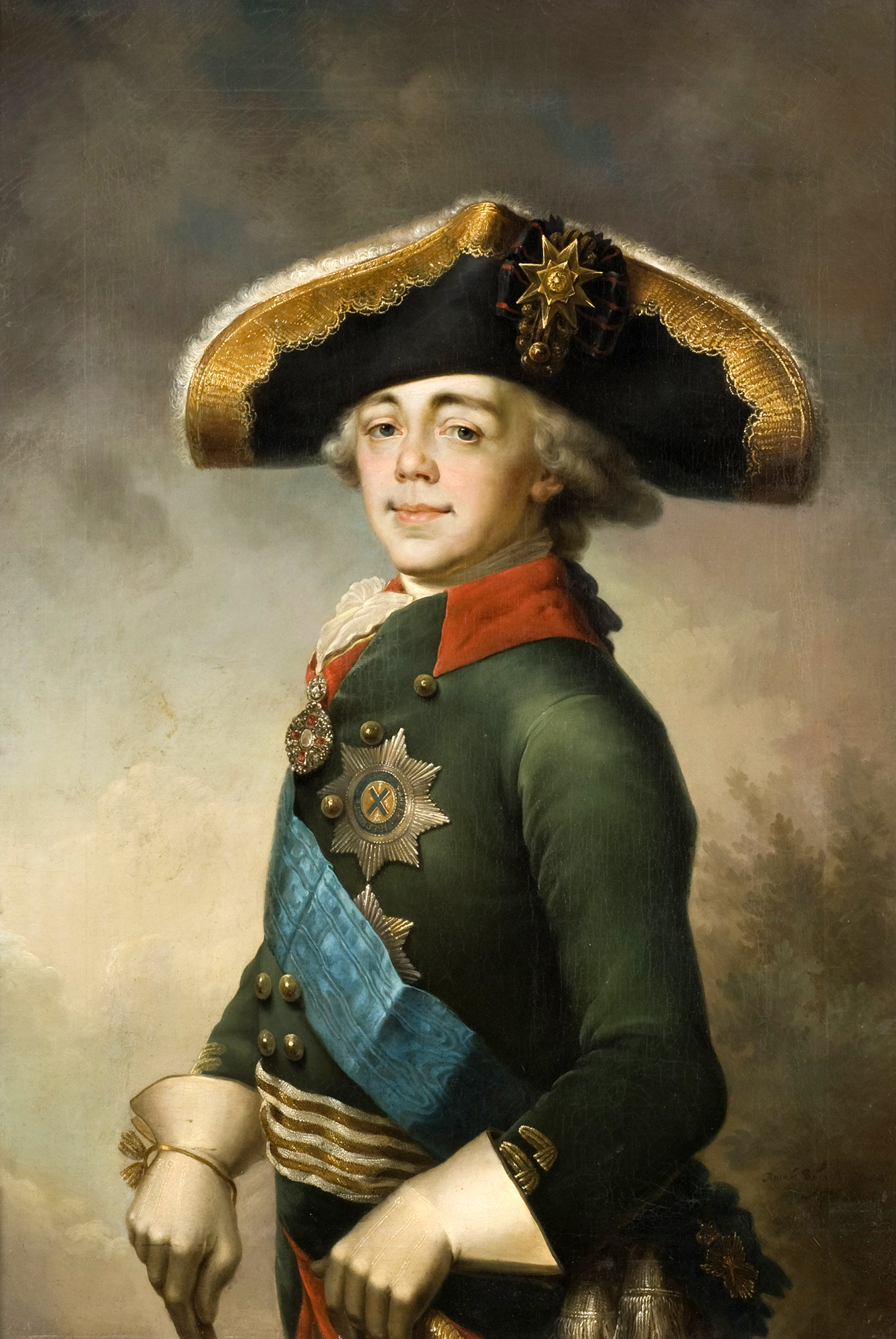
Павло I, 1800
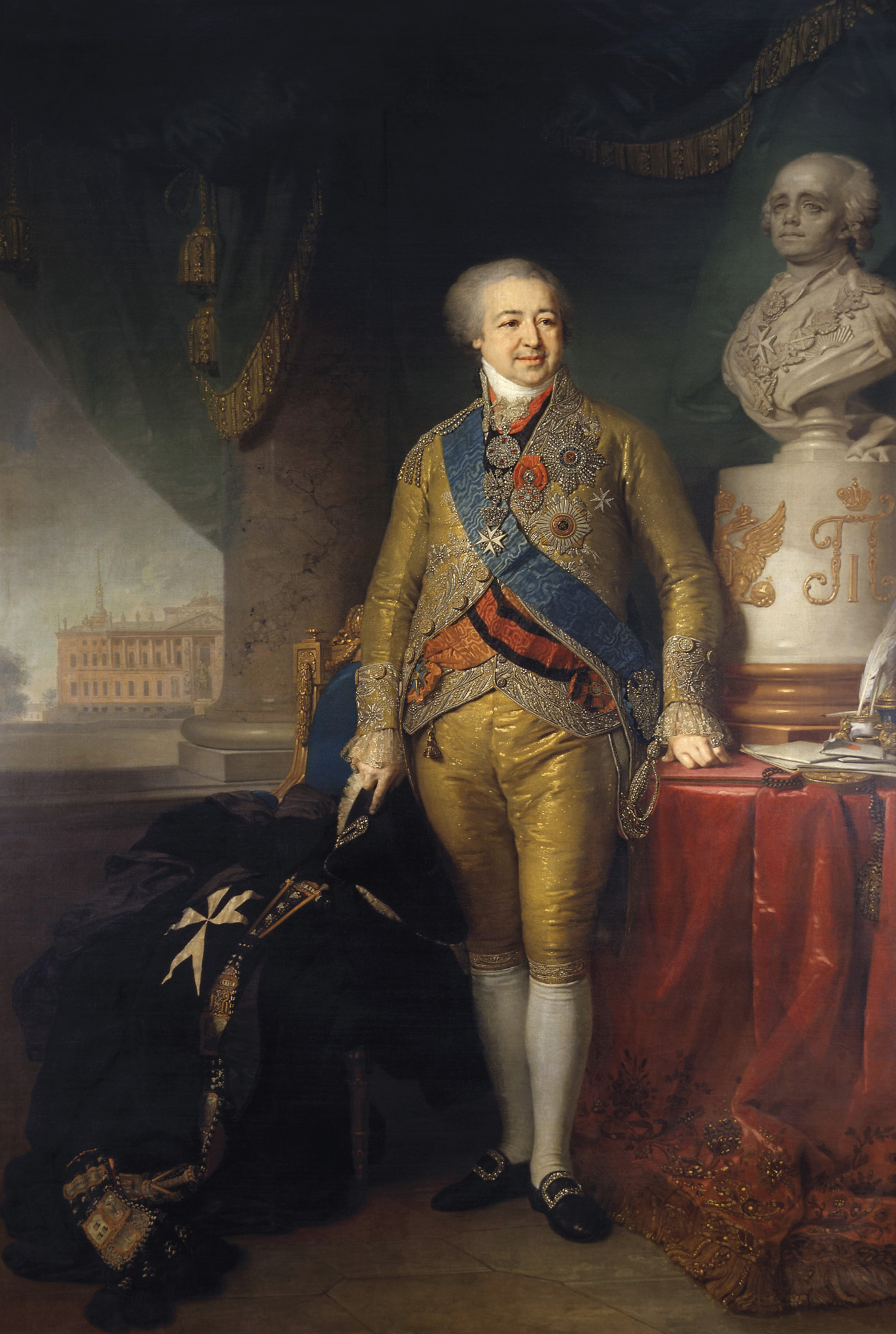
Олександр Куракін (1801–1802)
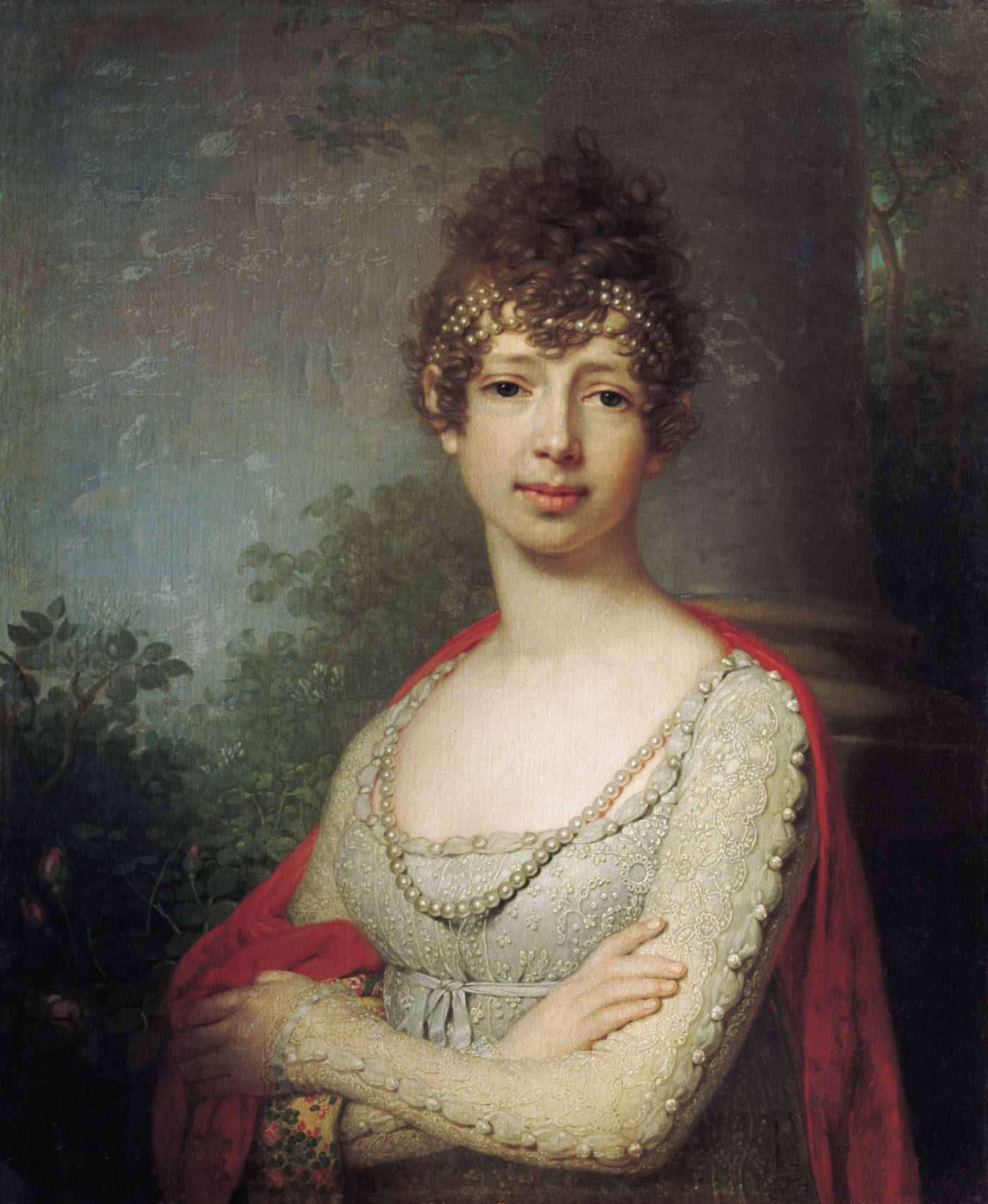
Велика княгиня Марія Павлівна, 1800
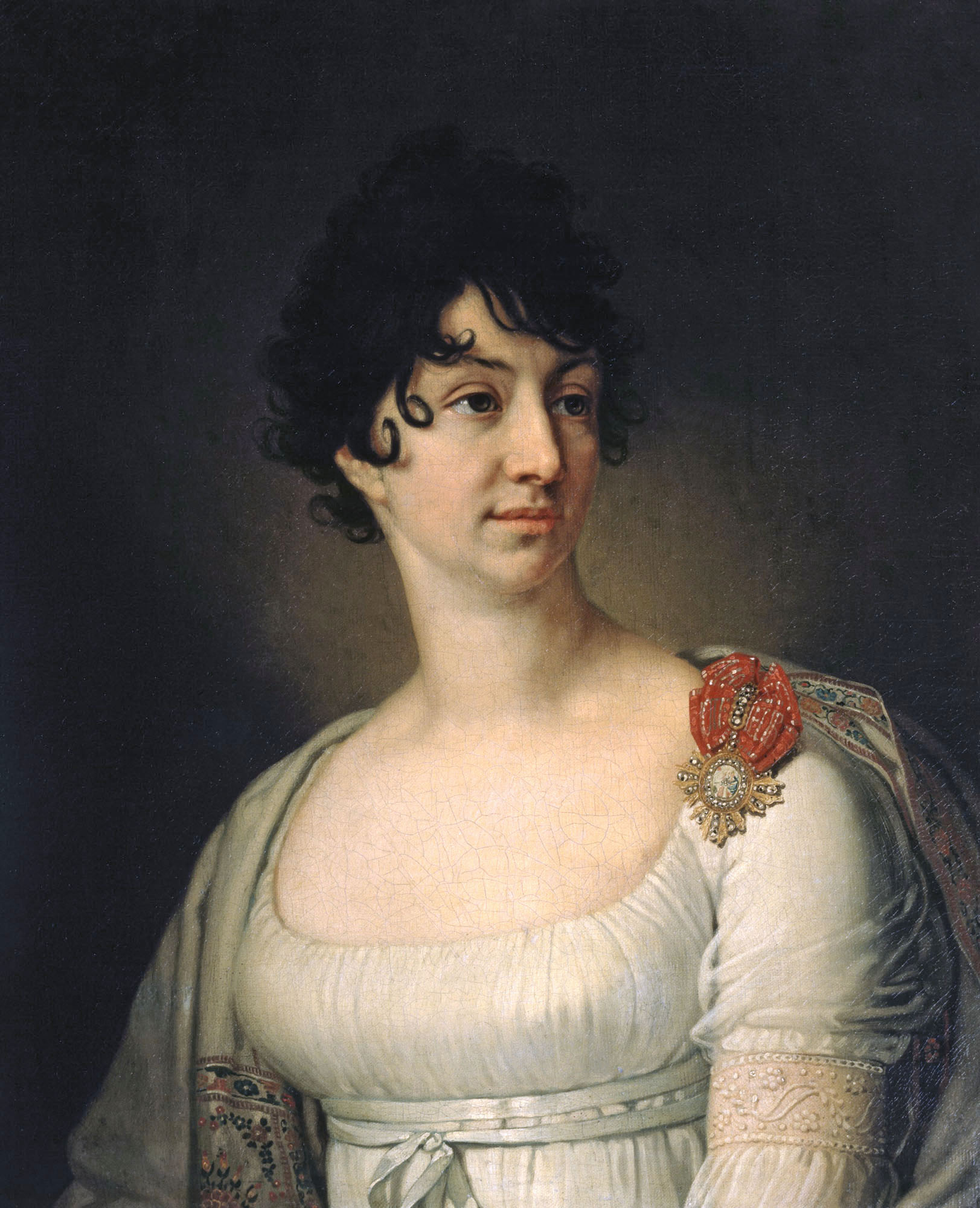
Портрет С.А. Раєвської, 1813
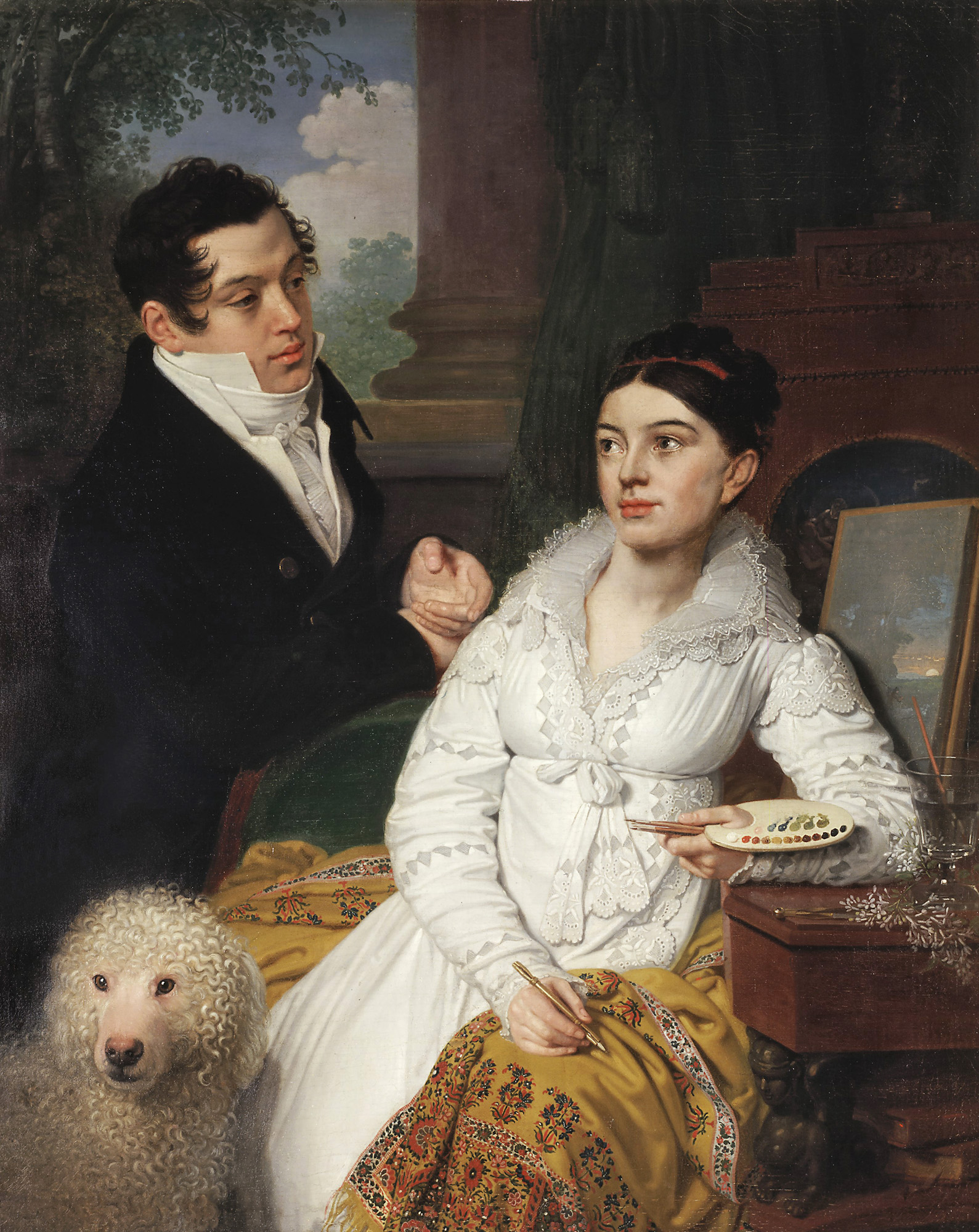
Лобанов-Ростовський, 1814
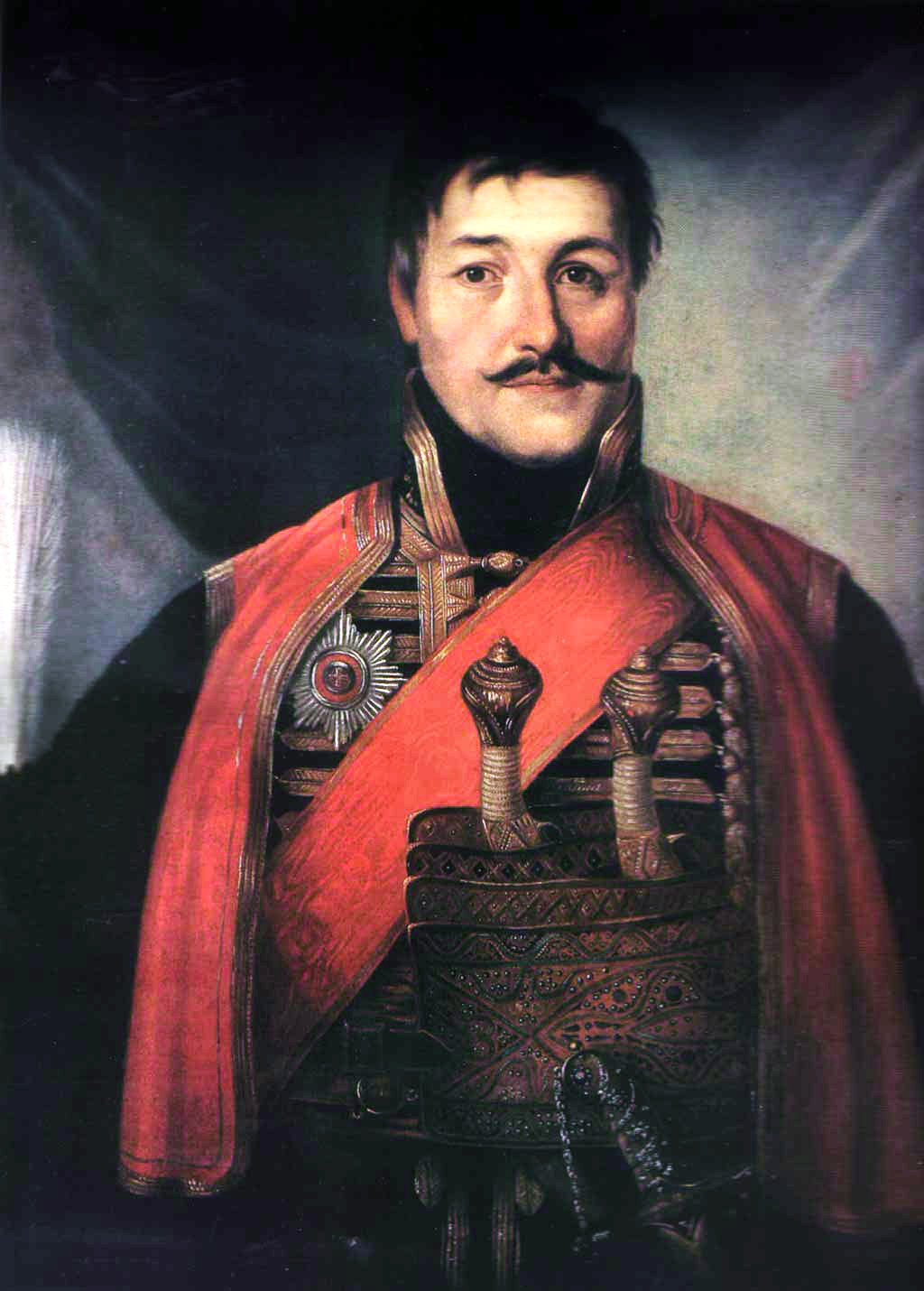
Портрет Карагеоргія, 1816
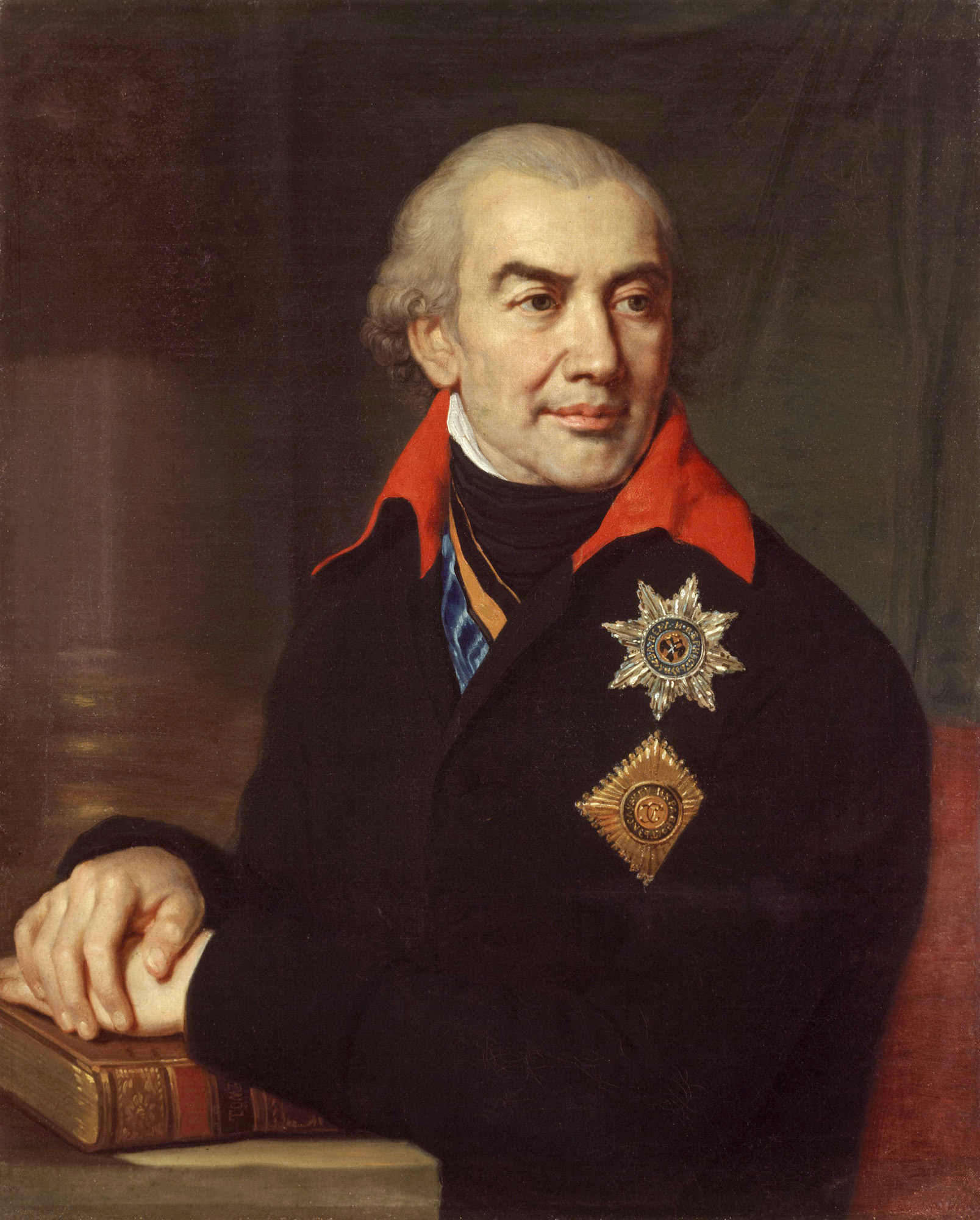
Князь Волконський
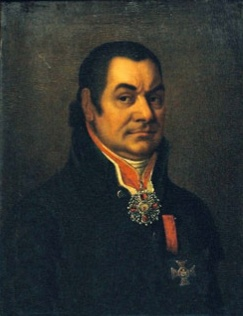
Портрет Яніса Варвакіса